# جوسيف مانغولد
جوسيف مانغولد (بالألمانية: Josef Mangold)‏ (و. 1884 – 1937 م) هو فنان ألماني، ولد في كولونيا، توفي عن عمر يناهز 53 عاماً.